# Surrey (Kanada)
Surrey – miasto w Kanadzie, w prowincji Kolumbia Brytyjska, w dystrykcie regionalnym Greater Vancouver.
Liczba mieszkańców Surrey wynosi 394 976. Język angielski jest językiem ojczystym dla 54,8%, francuski dla 0,8% mieszkańców (2006).
Surrey to jedno z najszybciej rozwijających się miast kanadyjskich w latach 90. i następnej dekadzie. „Brama” wjazdowa do aglomeracji Wielkiego Vancouveru (Greater Vancouver District). Miasto położone jest na prawym brzegu rzeki Fraser (Fraser River), połączone z resztą miast aglomeracji Vancouver pięcioma mostami: Port Mann (transkanadyjska szosa nr 1), Alex Fraser (międzynarodowa trasa z Seattle, USA), Pattulo (lokalne połączenie z New Westminster) oraz sąsiadujące z mostem Patullo, dwa mosty kolejowe (dolny, najstarszy w tym regionie, dla transportu kolejowego i górny, dla miejskiej zautomatyzowanej kolejki pasażerskiej Skytrain).
W mieście znajduje się kampus uniwersyteckiego colleg'u Kwantleen i Uniwersytetu Simona Frasera.
Miasto w początkowej fazie rozwoju miało charakter farmersko-robotniczy. Obecnie jest wieloetnicznym i wielokulturowym centrum urbanistycznym. Ze względu na ten charakter miasta jest ono wielowyznaniowe i znajduje się w nim szereg obiektów kościelnych wielu religii: kościoły katolickie, prawosławne, ewangelickie i baptystyczne zbory, meczety i świątynie hinduskie, Sala Zgromadzeń i Sale Królestwa Świadków Jehowy.
Polska grupa etniczna liczy ok. 14 tysięcy mieszkańców. Największą grupą etniczną jest grupa hinduska skupiona głównie w dzielnicy północno-zachodniej, na pograniczu miasta Delta. Ta część miasta nazywana jest często żartobliwie „New Delhi”. Miejsce największego skupiska Polaków, we wschodnio-północnej części miasta w dzielnicy Guildford, określane bywa, jako „Wałęsówka”. Od 2008 odbywają się w Surrey (w parku Holland) wielkie festyny wielokulturowe (multicultural) „Fusion Festival”. Bierze w nich udział grupa polska. Organizatorem polonijnej sekcji festynu jest Krystyna Połubińska ze Stowarzyszenia Artystów i Przyjaciół Sztuk „Pod skrzydłami Pegaza”. Regularnym sponsorem polonijnego pawilonu jest Konsulat Generalny RP w Vancouverze.
W Surrey wydawane są dwa polskojęzyczne pisma: lokalna „Gazeta Informacyjna” (tygodnik polonijny) pod redakcją Elżbiety Kozar oraz rocznik twórczości polskiej Strumień pod redakcją Bogumiła Pacak-Gamalskiego.